# Вульпиус, Иоганн Фридрих
Иоганн Фридрих Вульпиус (нем. Johann Friedrich Vulpius; 12 ноября 1725, Веймар — 29 марта 1786, Веймар) — немецкий архивист и регистратор, отец Кристианы Вульпиус и тесть поэта Иоганна Вольфганга фон Гёте.

## Биография
Иоганн Фридрих Вульпиус родился 12 ноября 1725 года в Веймаре в семье юриста Иоганна Фридриха Вульпиуса-старшего (1695—1752) и его жены Софии Доротеи Вульпиус, урождённой Хеккер (1696—1756). Его деда по отцовской линии также звали Иоганн Фридрих Вульпиус (1644—1715), а прадедом по отцовской линии был Иоганн Генрих Вульпиус (1599—1663). В 1746 году он начал изучать право в Йене, но в 1748 году ему пришлось прервать обучение по финансовым причинам. В 1760 году он женился на Кристиане Маргарите Риль (1742—1771), дочери Иоганна Филиппа Риля (1699—1765) и его жены Элизабет Магдалены Риль (1712—1782), от которой у него было пятеро детей, в том числе сын Кристиан Август Вульпиус (1762—1827), который впоследствии стал писателем, и дочь Кристиана Вульпиус (1765—1816), которая впоследствии стала супругой знаменитого поэта Иоганна Вольфганга фон Гёте (1749—1832). После смерти своей первой жены Иоганн Фридрих Вульпиус в 1774 году женился на Иоганне Кристиане Доротее Вейланд (1745—1783), от которой у него была ещё одна дочь. Он плохо занял оплачиваемую должность официального архивариуса и регистратора в герцогской библиотеке. Гёте, среди прочих, доказал свою неправоту, что повлекло за собой его увольнение; ему даже пришлось попасть в тюрьму в марте 1782 года. В конечном итоге обвинения были сняты, не в последнюю очередь из-за настойчивых заявлений администрации герцога со стороны его дочери Кристианы и сына Кристиана Августа. Ввиду возраста Иоганн Фридрих Вульпиус был принят обратно на государственную службу, но на подчиненную должность в дорожном управлении, директором которого был Гёте. Низкой зарплаты снова не хватило, чтобы прокормить семью, что побудило его дочь Кристиану искать работу. Она получила это как модистка на фабрике Каролины Бертух, которая специализировалась на производстве искусственных цветов .
Иоганн Фридрих Вульпиус умер 29 марта 1786 года в Веймаре в возрасте 60 лет.

## Семья
Иоганн Фридрих Вульпиус был дважды женат и имел шестерых детей, среди которых были Кристиан Август Вульпиус и Кристиана Вульпиус:
- Кристиан Август Вульпиус (1762—1827) — писатель, в 1801 году женился на Хелене Деане (1780—1857), имел двоих сыновей:
  - Ринальдо Вульпиус (1802—1874)
  - Феликс Вульпиус (1814—1895)
- Фридрих Карл Кристоф Вульпиус (1763—1764)
- Иоганна Кристиана София Вульпиус (1765—1816) — супруга поэта Иоганна Вольфганга фон Гёте, имела пятерых детей, среди которых был Август и четверо из которых умерли во младенчестве:
  - Юлиус Август Вальтер фон Гёте (1789—1830) — чиновник, в 1816 году женился на Оттилии фон Погвиш (1796—1872), имел троих детей:
    - Вальтер Вольфганг фон Гёте (1818—1885) — композитор и камергер
    - Вольфганг Максимилиан фон Гёте (1820—1883)
    - Альма фон Гёте (1827—1844)

  - мертворождённый сын (1791)
  - Каролина фон Гёте (1793)
  - Карл фон Гёте (1795)
  - Катарина фон Гёте (1802)
- Иоганна Генриетта Доротея Вульпиус (1767)
- Иоганн Карл Иммануил Вульпиус (1771)
- Эрнестина София Луиза Вульпиус (1775)